# 關東鐵道KiHa 2000型柴聯車
關東鐵道KiHa 2000型柴聯車（日语：／ Kantō Tetsudō Kiha 2000-gata kidōsha）是關東鐵道龍崎線使用的通勤型柴聯車。KiHa 2000型是關東鐵道為了汰換自江若鐵道引進的KiHa 520型柴聯車，而在1997年2月由新潟鐵工所負責製造，並於同年3月投入使用的柴聯車。
本型車以關東鐵道KiHa 2100型柴聯車為基礎進行設計，並配備一人控制的相關設備。車體由碳鋼打造，車頭及車尾皆有設置駕駛室，車體兩端下方的左右兩側則安裝兩組前照燈與尾燈。車體塗裝採用與KiHa 2100型柴聯車相同的奶油色，並搭配紅色與藍色的條紋。車廂內也同樣使用奶油色系的塗裝，並配備長條式的座椅和放置輪椅的專用空間。